# José Salvador González Moreno
José Salvador González Moreno (Alquería de la Condesa, Valencia, 1961) is een hedendaags Spaans componist, muziekpedagoog en dirigent.

## Levensloop
González Moreno studeerde in zijn geboorteplaats solfège en trombone bij Vicente Catalá. Hij werd lid van de Banda de Música de la Unión Musical San Francisco de Borja de Gandia, waar hij bij Hermenegildo Amorós Catalá verder studeerde en die hem ook het advies gaf, muziek aan het conservatorium te studeren. Zo ging hij aan het Conservatorio Superior de Música de Valencia en studeerde onder andere bij Joaquín Vidal Pedrós.
Op 15-jarige leeftijd ging hij naar het Real Conservatorio Superior de Música de Madrid en voltooide zijn studies bij José Chenoll en Humberto Martínez Aguilar. Enige concerten deed hij met het Orquesta Nacional de España. Hij werd lid van het Spaanse militaire Cuerpo de suboficiales músicos del Ejército de Tierra en deed eveneens verdere studies voor transcriptie en orkestdirectie bij Francisco Mullor en Bernardo Adam Ferrero.
Daarna werd hij dirigent van de Banda de Música de la División de Infantería Mecanizada Maestrazgo Nº3. Eveneens was hij dirigent van de Banda de Música de la sociedad Unión Musical "Santa Cecilia" de Barx, Valencia. Verder is hij leraar voor trombone in de Escuola de la Unión Musical Alaquasense de Alaquás, Valencia alsook aan de Escuola de la Banda Sinfónica de Aldaia.
In het koperblazersorkest van het Conservatorio Superior de Música de Valencia Los metales Catedralicios de Valencia, dat gedirigeerd werd door Salvador Chuliá Hernández speelde hij trombone. Sinds 6 jaar speelt hij ook trombone in de door Henrie Adams gedirigeerde Banda Sinfónica de la Sociedad Musical "La Artística" te Buñol.
Van 1999 tot 2004 was hij dirigent van de Banda de Música de la Sociedad Unión Musical de La Nucía, Alicante. Sinds 2001 is hij dirigent van de Banda de Musica de la Asociación Musical Jalonense de Jalón, Alicante.
Voor zijn composities kreeg hij verschillende 1e prijzen op wedstrijden in Spanje.

## Composities

### Werken voor banda (harmonieorkest)
- 1995 Los Clementes, paso-doble
- 2005 El Patrañuelo, symfonisch gedicht
- 2005 Corsaris 2005
- Als Ulemes i Cadís, marcha mora
- Cossentari
- ¿If-fach?, marcha procesional
- La Primitiva
- Paco Campillo, paso-doble
- Pilar Sáez